# 第20回気候変動枠組条約締約国会議
第20回気候変動枠組条約締約国会議（だい20かいきこうへんどうわくぐみじょうやくていやくこくかいぎ、英語: 20th Conference of Parties to the United Nations Framework Convention on Climate Change）は、2014年12月1日から12月14日の日程でペルーのリマで開催された。通称COP20。2015年のCOP21に先立って提出を招請されている国別目標案を提出する際に示す情報の内容等を定めた「気候行動のためのリマ声明」（Lima Call for Climate Action）が採択された。

## 会議に至るまで

### 温室効果ガス削減目標
2014年11月12日、アメリカのオバマ大統領と中国の習近平国家主席は北京で行った共同宣言で温室効果ガスの削減目標で合意した。

### 緑の気候基金
緑の気候基金（GCF）への拠出金の目標額が100億ドルと設定された。

## 交渉の概要
温室効果ガスの排出削減目標などを定めた国別目標案の提出を、COP21に十分間に合うように可能な国は2015年3月末とするCOP19での合意が改めて確認された。そして条約事務局は、提出された国別目標案をウェブサイトで公開しそれらの内容を総合的に判断するための統合報告書を作成することとなった。